# Krasica (żupania istryjska)
Krasica (wł. Crassiza) – wieś w Chorwacji, w żupanii istryjskiej, w mieście Buje. W 2011 roku liczyła 173 mieszkańców.